# Hot Wheels Unleashed
Hot Wheels Unleashed est un jeu vidéo de course sorti en 2021, développé et publié par Milestone basé sur les jouets Hot Wheels de Mattel. Le jeu est sorti le 30 septembre 2021 sur Xbox Series X/S, Xbox One, PlayStation 5, PlayStation 4, Nintendo Switch et Microsoft Windows.

## Système de jeu
Hot Wheels Unleashed est un jeu de course joué à la troisième personne. Dans le jeu, le joueur prend le contrôle des véhicules de la franchise Hot Wheels et affronte d'autres adversaires sur des pistes miniatures situées dans divers lieux et environnements du quotidien tels qu'un garage, une cuisine et une chambre. Les véhicules présentés dans le jeu peuvent être largement personnalisés. 66 voitures différentes sont disponibles au lancement. Le jeu propose également un mode carrière, un mode contre-la-montre et un éditeur de piste,. Le jeu prend en charge jusqu'à 12 joueurs dans une session en ligne, bien que les joueurs puissent aussi rivaliser avec un autre joueur dans un mode multijoueur local à écran partagé.

## Développement
Le jeu a été développé par le studio de développement italien Milestone, la société à l'origine des jeux MotoGP et de la série Ride, et marque le premier jeu sur console basé sur la propriété depuis 2013,. Milestone avait présenté l'idée à Mattel en 2018, bien que le studio n'espérait pas que la société américaine accepte l'offre. Milestone a souhaité créer un tel jeu après s'être rendu compte que, bien qu'ils se soient spécialisés dans les jeux de course de simulation qui était une "niche de la niche" et que le genre de course lui-même était assez encombré de concepteurs de jeux de course expérimentés. Federico Cardini avait ainsi déclaré à JeuxServer "pourrions-nous créer un jeu pour le niveau de, je ne sais pas, Gran Turismo ? Techniquement parlant, oui. Doit-on affronter Gran Turismo ? Cela ne semble pas être une bonne idée." Le jeu utilise un système physique similaire aux autres jeux de Milestone, fortement modifié afin que les voitures puissent effectuer des cascades pour lesquelles la série est connue. L'équipe voulait baser le gameplay sur la physique car ils estimaient que de nombreux autres jeux arcade se sentaient "scénarisés" avec les voitures ne réagissant pas à l'action du joueur.
Selon Cardini, le concepteur principal du jeu Hot Wheels Unleashed, l'équipe de développement souhaitait reproduire avec précision les véhicules Hot Wheels selon un "ratio 1: 1" dans le jeu. En utilisant cette méthode, l'équipe a ajouté de nombreux détails subtils aux voitures et aux cartes. Cardini a décrit le garage du jeu comme "l'inspiration de tout le jeu", notant ses nombreuses caractéristiques.

## Commercialisation et sortie
Le jeu a été officiellement annoncé le 25 février 2021. Le jeu est sorti le 30 septembre 2021 pour Windows, Nintendo Switch, PlayStation 4, PlayStation 5, Xbox One et Xbox Series X et Series S. Milestone prévoyait également de prendre en charge le jeu de manière intensive avec du contenu téléchargeable lors de son lancement.

## Accueil
Selon l'agrégateur de critiques Metacritic, les versions PC et PlayStation 5 ont reçu des critiques « généralement favorables »,,  tandis que les versions Nintendo Switch, PlayStation 4 et Xbox Series X ont reçu des critiques « mitigées ou moyennes »,,.  

### Récompenses et distinctions
Hot Wheels Unleashed a été nommé dans la catégorie du meilleur jeu de sport/course aux Game Awards 2021.

### Ventes
Hot Wheels Unleashed a été le quatrième titre le plus vendu au Royaume-Uni derrière FIFA 22, Mario Kart 8 Deluxe et Sonic Colors : Ultimate en octobre 2021. Le 20 décembre 2021, Milestone a annoncé que le jeu s'était vendu à 1 million d'exemplaires, devenant ainsi le titre le plus vendu de tous les temps pour l'éditeur.